# B.W. Webb
B.W. Webb (Newport News, 7 gennaio 1990) è un giocatore di football americano statunitense che gioca nel ruolo di cornerback per i Cincinnati Bengals della National Football League (NFL). Fu scelto nel corso del quarto giro (114º assoluto) del Draft NFL 2013 dai Dallas Cowboys. All'università ha giocato a football al College di William e Mary.

## Carriera professionistica

### Dallas Cowboys
Webb fu scelto nel corso del quarto giro del Draft 2013 dai Dallas Cowboys. Debuttò come professionista nella settimana 1 contro i New York Giants e il primo tackle lo mise a segno due settimane dopo contro i St. Louis Rams. La sua stagione da rookie si concluse con 16 tackle e un passaggio deviato in 15 presenze, nessuna delle quali come titolare.

### Pittsburgh Steelers
Dopo essere stato svincolato dai Cowboys il 28 agosto 2014, il giorno successivo Webb firmò coi Pittsburgh Steelers.

## Statistiche
| Partite totali      | 15 |
| Partite da titolare | 0  |
| Tackle              | 16 |
| Sack                | 0  |
| Intercetti          | 0  |

Statistiche aggiornate alla stagione 2013